# 三池港

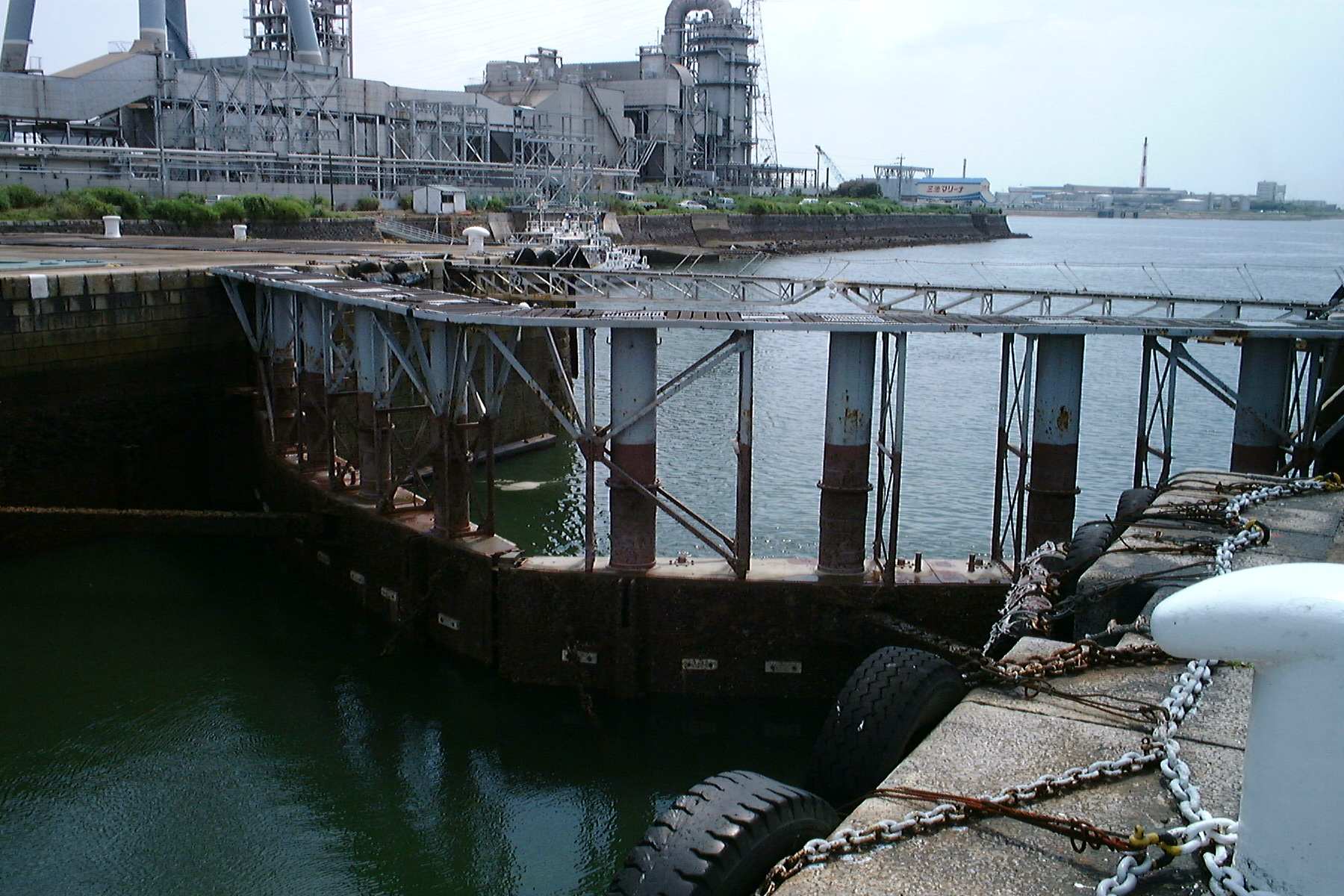
三池港閘門(1999年7月28日撮影・背後に写っている九州電力港発電所は現存せず)

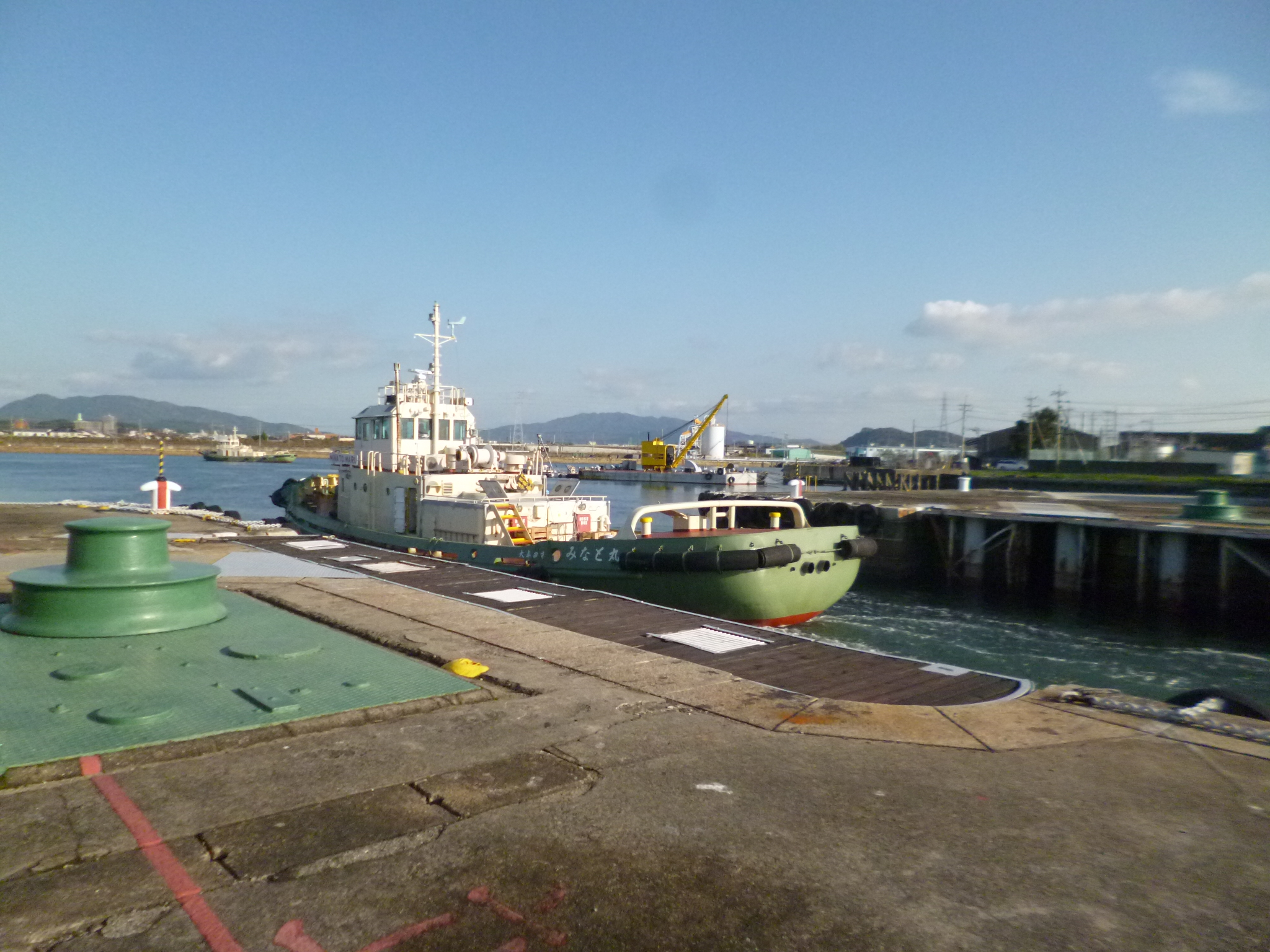
三池港閘門施設を通過するタグボート

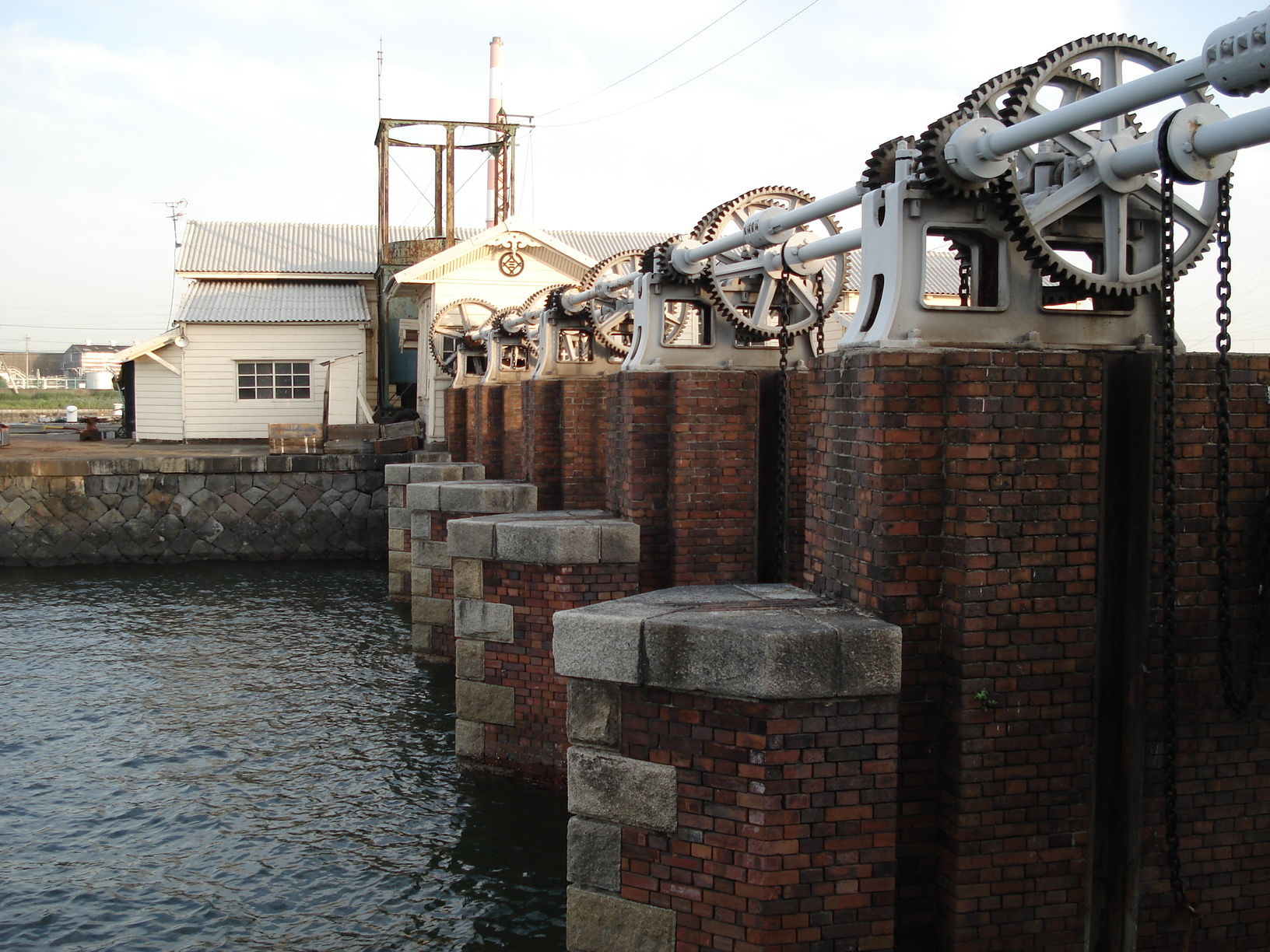
三池港閘門の脇にあるスルースゲート

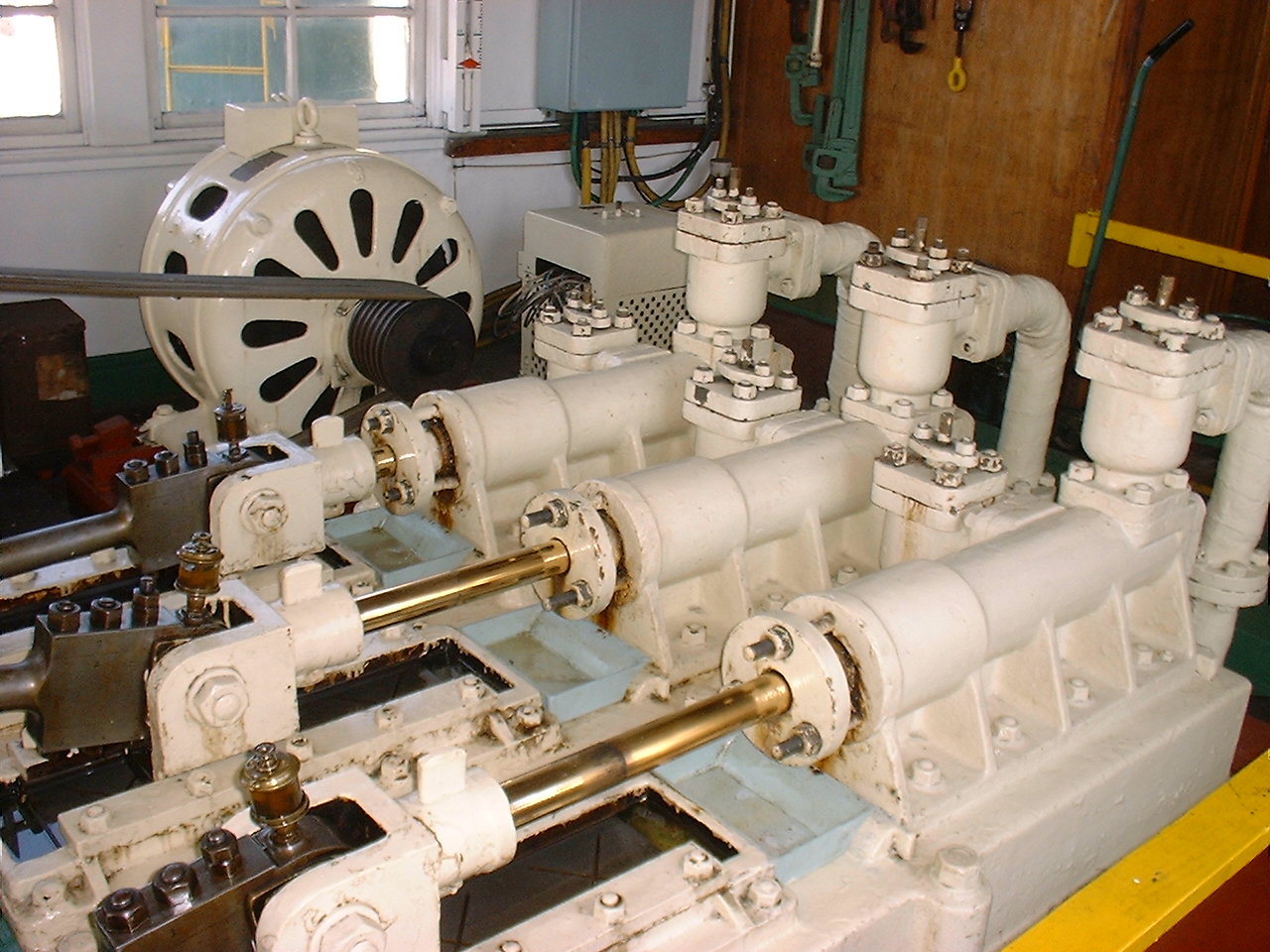
三池港閘門施設を動かす水流ポンプ

三池港（みいけこう）は、福岡県大牟田市にある港湾である。港湾管理者は福岡県。港湾法上の重要港湾、港則法上の特定港に指定されている。
当時三井鉱山合資会社の専務理事であった團琢磨の発案で築港され、日本では珍しいパナマ運河と同様の閘門式のドックを持っている。
現役の港でありながら、2015年5月4日にイコモス（国際記念物遺跡会議）からユネスコへ世界遺産リストに記載勧告がなされ、同年7月に正式登録された明治日本の産業革命遺産 製鉄・製鋼、造船、石炭産業の23構成資産に含まれており、長崎造船所などとともに日本の稼働資産としては初の世界遺産登録となった。

## 歴史

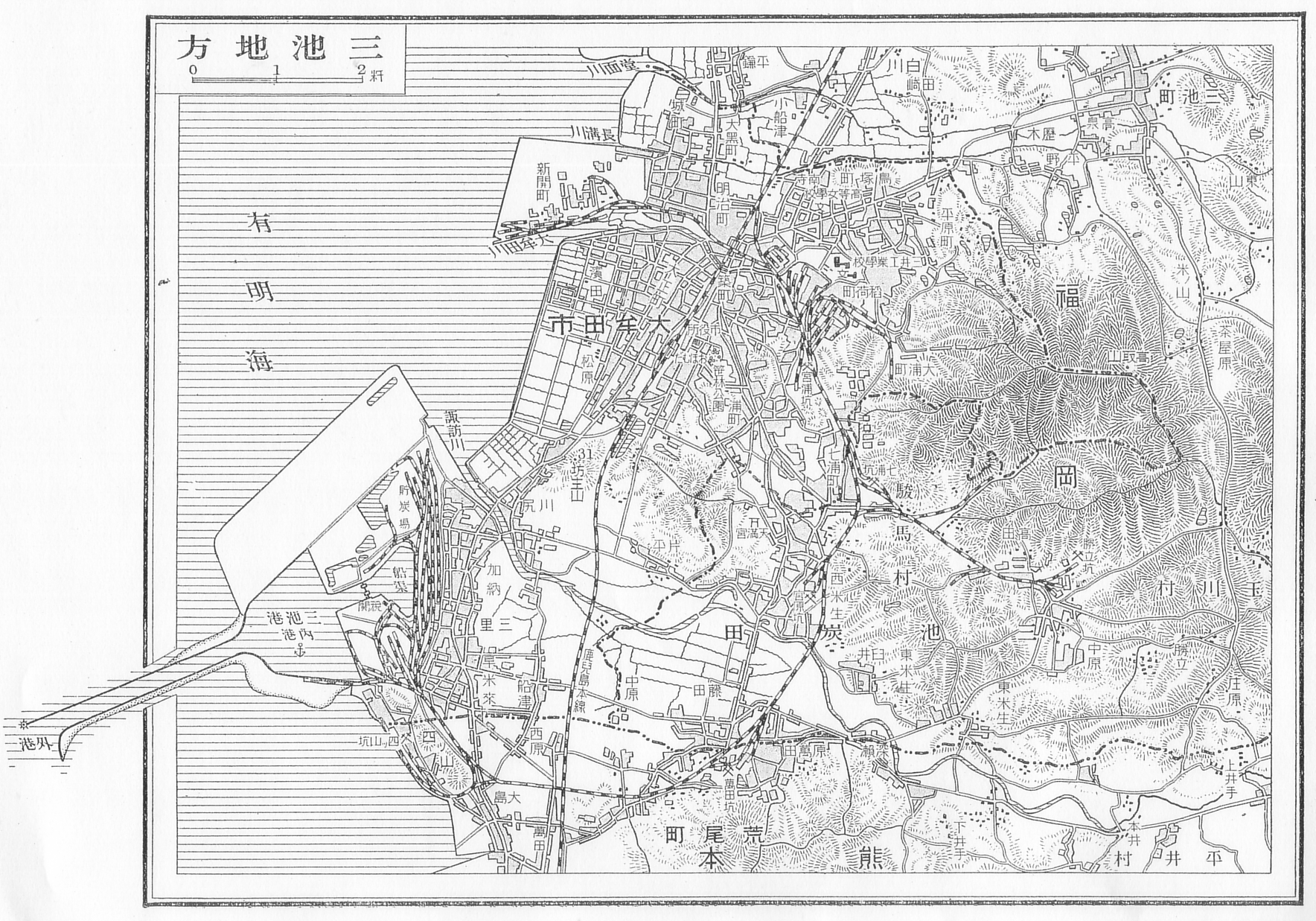
1930年頃（昭和初頭）の三池港周辺の地図。

- 1908年（明治41年） 三池港閘門完成。三井鉱山のプライベートポートとして開港。関税法上の開港場に指定される
- 1951年（昭和26年） 港湾法制定により、重要港湾に指定される
- 1971年（昭和46年） 福岡県が港湾管理者となる
- 1998年（平成10年） 埠頭の一部が三井鉱山から福岡県に移管され、公共バースとして運用を開始（それまで港湾施設は全て三井鉱山の私有だった）。
- 2006年（平成18年） 韓国・釜山港との間でコンテナ航路が開始される
- 2008年（平成20年） 水圧式閘門と蒸気式浮クレーンが機械遺産（27号）として認定される

## 航路
- やまさ海運（三池島原ライン） - 高速船事業（島原～大牟田航路）を2015年（平城27年）4月1日に島原鉄道から継承[2]。長崎県の島原港まで約50分。

## 三池海水浴場
三池港航路北側突堤の根本屈曲部の港外側には、遠浅の砂浜海岸があった。この砂浜は長さ約300 mの人工海浜で、「三池海水浴場」（座標）として利用されていた。同海水浴場は福岡県筑後地区では唯一の海水浴場、および有明海に接することのできる親水地域として知られ、1990年（平成2年）時点では大牟田観光協会が大牟田市から委託を受け、毎年7月20日の海開きから8月中旬まで開設しており、地元である大牟田市だけでなく、柳川市・大川市や隣接する熊本県荒尾市からも家族連れが訪れ、例年2、3万人の海水浴客で賑わっていた。市が設定していた開設時間は9時30分 - 17時30分だった。一方で有明海にあることから、潮の干満の差が6 mと激しいため、遊泳できない時間は浜辺や海の家に隣接するテラスでムツゴロウ釣りゲームやドッジボール大会、輪投げ、ライブなどのイベントが実施されていた。また海水浴だけでなくウィンドサーフィンのメッカとしても知られ、八女方面からも若者が集まっていた。
同海水浴場は国と三井鉱山の所有地で、1927年（昭和2年）7月10日、三川商工会が三井鉱山の承認を得て開設した。1952年（昭和27年）からは大牟田観光協会が主体となって開設しており、市民の夏の楽しみとして親しまれていたが、大牟田川の水質汚染など公害問題により、1970年（昭和45年）には閉鎖が決定され、同年7月26日 - 29日までの4日間は熊本県の海浦海水浴場へ列車が運行された。しかし1978年（昭和53年）7月20日には9年ぶりに再開された。
海岸から約20 km南西の有明海の対岸は島原半島であり、雲仙普賢岳の活動による火山性地震で津波が発生した場合に被害が出ることが予想された。1991年（平成3年）6月3日に発生した雲仙岳の大規模噴火を受け、大牟田観光協会は海水浴場が堤防の外側にあり、満潮時には小規模の津波でも危険であること、また近くに適当な避難場所がないことなどから、同年度の海開きを中止することを決定、それ以降は1997年（平成9年）まで休止していた。一方で1996年（平成8年）に雲仙普賢岳の活動終息宣言が出たことなどから、大牟田市と大牟田観光協会は1998年（平成10年）に再開を決めた。同年は7月18日に8年ぶりの海開きが行われ、8月16日までの開設期間中に1万3417人の利用者を集めた。2000年（平成12年）は7月15日にオープンしたが、集客の伸び悩み、海水浴場としての自然条件の厳しさ（潮の干満差が大きく遊泳時間が限定されたり、遠浅になりにくかったり、潮流などの関係で漂流物が漂着しやすかったりするなど）、駐車場確保の困難さなどを理由に、同年を最後に開設されなくなっている。2001年（平成13年）は海の家は設置されず、海開きも行われなかったが、大牟田市が利用者への便宜を図るため、7月中旬に簡易的な休憩所とトイレを設置していた。

## 交通アクセス
- 大牟田駅西口より西鉄バス大牟田の路線バス（直行5番）で約8分、終点下車。三池港待合所（三池島原ラインのりば）前。
- 大牟田駅前（大牟田商工会館前乗り場）より西鉄バス大牟田の路線バス（2番）で「三川町1丁目」下車。内港ドック地区まで徒歩10分、三池港待合所（三池島原ラインのりば）まで徒歩15分。